# Њанга (национални парк)
Њанга национални парк се налази на северном крају Зимбабвеанских Источних Планина (Eastern Higlands). То је један од најстаријих националних паркова и има заједничку управу са националним парком Водопади Мтарази који се налази јужно од граница Њанге. Већи део парка се састоји од валовитих долина и падина са ретком шумом и простире се од 2000 до 2300 метара надморске висине. У парку има доста воде у бројним потоцима и рекама. Такође има више посађених (егзотичних) јелових шума.
Планина Ињангани је највиши врх у Зимбабвеу и диже се на 2.592 m надморске висине и доминира источним крајем парка.. Река Пунгве извире у подножју планине и тече у јужном правцу кроз парк.. Уз пад од 240 метара река улази густо пошумљен кањон Пунгве. Водопади Мтарази се налазе неколико километара јужно од кањона и имају пад од 762 метра тако да су највиши водопади у Зимбабвеу. Вода пада у са гранитних стена у долину Хонде, која се налази ван парка, где се налазе велике плантаже чаја. У парку такође се налазе живописни Њангомбе водопади.
Листа животиња у парку показује велику разноврсност. Од афричких бивола и лавова који се повремено долазе из нижих предела у Мозамбику до кудуа, ридбак-а, клипспингера и осталих антилопа до леопарда, хијена. У парку се налазе значајне популације плавог дуикера као и саманго мајмуна који су ендемске врсте парка.
Флора је бујна и у појединим случајевима јединствена, њанга алоја (Aloe inyanganensis) и шуме патуљастих мсаса се налазе на западним падинама.
У бранама, рекама и потоцима се налазе пастрмке. Најчешћа је дугина пастрмка али се појављују и браон пастрмка и америчка поточна пастрмка. У Њанги има осам мањих брана и вештачких језара. У парку има доста камених структура које имају археолошки значај. 
Одељење за Националне паркове (Department of National Parks) има више планинских колиба на Маре, Родес и Уду бранама.